# Ahmed Ben Bella

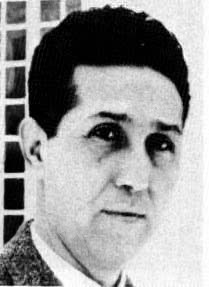
Ahmed Ben Bella (1950er Jahre)

Ahmed Ben Bella (* 25. Dezember 1916 in Marnia in Algerien nahe der marokkanisch-algerischen Grenze; † 11. April 2012 in Algier; arabisch أحمد بن بلة, DMG Aḥmad b. Billa) war ein algerischer Politiker, Kämpfer für die Unabhängigkeit und von 1962 bis 1965 erster Staatspräsident seines Landes.

## Leben

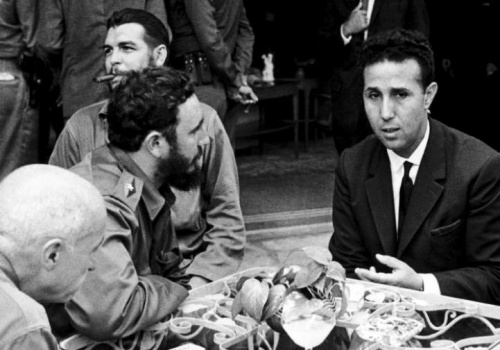
Ben Bella mit Fidel Castro und Che Guevara, Kuba 1962

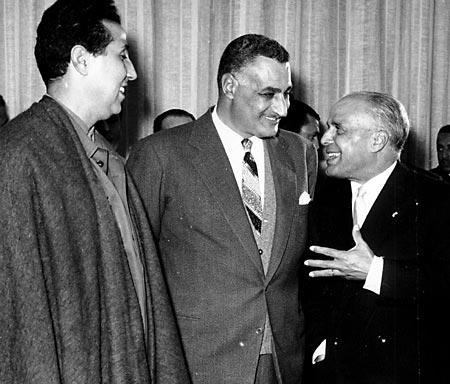
Der ägyptische Präsident Gamal Abdel Nasser, der tunesische Präsident Habib Bourguiba und Ben Bella im Jahre 1963.

Ahmed Ben Bella wurde sehr wahrscheinlich 1916 in einem kleinen Dorf in Westalgerien in eine Sufi-Familie neben sechs weiteren Geschwistern geboren, deren familiäre Wurzeln in Marokko lagen. Sein Vater betätigte sich als Landwirt und Kleinhändler. Er ging in Tlemcen zur Schule und litt unter der Diskriminierung von Muslimen durch seinen christlichen Lehrer. Unter diesen Umständen brach er die Schule ab. 1936 trat er in die französische Armee ein. Dieser Schritt war während des Code de l’indigénat für muslimische Algerier eine der wenigen Chancen, gesellschaftlichen Aufstieg zu erreichen, und daher üblich. Nachdem man ihn nach Marseille versetzt hatte, spielte er dort zwischen 1939 und 1940 für den Verein Olympique Marseille Fußball. Obwohl es sein Wunsch war, Profifußballer zu werden, lehnte er den ihm angebotenen Profivertrag ab. Er kehrte in sein Heimatdorf zurück und half seiner Familie auf dem dortigen Bauernhof.
Ben Bella kehrte 1943 nach Frankreich zurück und diente während des Zweiten Weltkriegs in der französischen Armee, zunächst in einem Infanterieregiment der Turkos. Mit diesem nahm er 1944 unter General Juin an der Schlacht um Monte Cassino teil, anschließend an der Befreiung Frankreichs und in der 1. französischen Armee unter General de Lattre de Tassigny an der alliierten Eroberung Deutschlands. Er wurde 1944 zum Sergent-major befördert und wegen Tapferkeit mit der Médaille Militaire und dem Croix de Guerre ausgezeichnet. Eine weitere Beförderung lehnte er ab, aus Protest gegen das Massaker von Sétif, die brutale Niederschlagung eines algerischen Aufstandes im Mai 1945 durch die französische Armee.
Nach Ende des Krieges kehrte er in seinen Geburtsort Marnia zurück und übernahm eine Stelle in der Kommunalverwaltung. Hier wurde er zum Stadtrat seiner Heimatstadt gewählt. In dieser Zeit trat er dem Mouvement pour le Triomphe des Libertés Démocratiques des Messali Hadj bei, einer Organisation aus dem Umfeld der Parti du peuple algérien (PPA). Als die französischen Behörden sein Anwesen in Marnia konfiszierten, ging Ben Bella in den Untergrund und floh nach Algier. Bella ließ sich durch die politische Verfolgung der Franzosen nicht einschüchtern. In Algier kam er in Kontakt mit Messali Hadj und wurde einer seiner „Jungtürken“. Als Marcel-Edmond Naegelen 1948 französischer Generalgouverneur in Algerien wurde, entschloss sich Ben Bella in konsequente Opposition zum Besatzungsregime zu gehen. In Algier war er daraufhin an der Gründung der Organisation Spéciale (OS) beteiligt. Nach einem Banküberfall im Jahre 1950 auf die Hauptpostfiliale in Oran wurde er inhaftiert; zwei Jahre später gelang ihm die Flucht aus dem Gefängnis und er ging nach Kairo.
In Ägypten unternahm Ben Bella Anstrengungen, um die Organisation Spéciale zu reorganisieren. Im Jahr 1954 traf er sich mit neun weiteren algerischen Widerstandsaktivisten in der Schweiz. Der Kreis verständigte sich auf die Gründung der Front de Libération Nationale (FLN) (zu deutsch Nationale Befreiungsfront). Nach Ägypten zurückgekehrt war er mit der Waffenbeschaffung in Ländern des Nahen Ostens befasst. Beim Aufbau der FLN wurde darauf geachtet, dass Mitglieder des Mouvement national Algérien (MNA) von Messeli Hadj keine Aufnahme fanden. Im Jahr 1956 entging Ben Bella zwei Anschlagsversuchen.
Am 1. November 1954 brach der Algerienkrieg aus. Im August 1956 nahm Ben Bella nicht am Kongress von Soummam teil, der das Programm der „Nationalen Revolution“ beschloss. Dort wurden programmatische Beschlüsse gefasst, denen er nicht zustimmen konnte. Im gleichen Jahr fand ein Treffen mit dem Präsidenten von Tunesien Habib Bourguiba und dem König Mohammed V. von Marokko in Tunis statt, um miteinander nach Lösungen zur Beendigung des Krieges in Algerien zu suchen. Kurz darauf flog er nach Rom, um sich dort mit dem französischen Ministerpräsidenten Guy Mollet zwecks Friedensverhandlungen zu treffen. Er wurde an Bord eines marokkanischen Flugzeugs von französischen Agenten festgenommen und später von 1956 bis 1962 in Frankreich inhaftiert.
Während seiner Haftzeit vermied er Auseinandersetzungen, die die algerischen Kräfte noch weiter gespalten hätten. Er las sehr viel, setzte sich mit zahlreichen aktuellen Sachverhalten auseinander und erarbeitete sich so eine politische Haltung für die nächsten Jahre. Ein Ergebnis war dabei die Ausarbeitung eines Programms für eine zukünftige Regierung von Algerien. Darin war eine konsequente Opposition gegen den Kapitalismus in allen seinen Spielarten, eine Agrarreform, die Verstaatlichung der Produktionsmittel, die Aufhebung von Privilegien sowie die Rückkehr zu den arabischen sowie islamischen Traditionen verankert. Ein Umsturz am 19. September 1958 in Algerien führte zur Bildung der provisorischen Regierung unter Ferhat Abbas. Ehrenhalber erfolgte, in Abwesenheit durch seine Haftzeit, die Wahl Ben Bellas zum Vizevorsitzenden der Gouvernement provisoire de la République algérienne (GPRA).
Es begannen intensive Friedensverhandlungen mit der französischen Regierung, um eine friedliche innere Entwicklung für Algerien einzuleiten. Die hierzu 1960 in Melun geführten Gespräche, an denen Ben Bella trotz seiner Haft indirekt mit beteiligt war, scheiterten an der unnachgiebigen Haltung Frankreichs. Erst die dann zwei Jahre später erneut aufgenommenen Gespräche in Evian brachten den Erfolg und den ersehnten Waffenstillstand. Letztendlich führten sie auch dazu, dass die politischen Gefangenen frei gelassen wurden. Ben Bella kehrte daraufhin nach Algerien zurück. Bei einem Referendum im Juli stimmten 99,6 % der Bevölkerung für die Unabhängigkeit Algeriens. Bei der anschließenden Wahl konnte sich Ben Bella gegen seinen Konkurrenten Benyoucef Ben Khedda durchsetzen. Er wurde Algeriens erster Präsident. Während des Algerisch-Marokkanischen Grenzkrieges war er Oberbefehlshaber der algerischen Armee und konnte eine Invasion durch marokkanische Truppen vermeiden. In den folgenden Machtkämpfen gelang es Ben Bella, die FLN als sozialistisch ausgerichtete Einheitspartei durchzusetzen. Die Nationalversammlung proklamierte die demokratische Volksrepublik Algerien und im Oktober erfolgte der Beitritt des Landes zur UNO. Anfang des Jahres 1963 verkündete Ben Bella das Programm des „Arabischen Sozialismus“ und ließ eine sozialistische Verfassung ausarbeiten. Darin wurde die FNL als Einheitspartei verankert. Im März begann er mit der Verstaatlichung des Kolonialbesitzes und der industriellen Großunternehmen. Am 8. September wurde Ben Bella erneut als Staats- und Regierungschef gewählt. Als 97,5 % der Bevölkerung für die Annahme der neuen Verfassung stimmten, wurde damit begonnen, auch die notwendigen Staatsstrukturen aufzubauen. Gewerkschaften wurden gebildet und die Nationale Befreiungsfront verfolgte das Ziel, diese Institutionen zu stärken. Im darauffolgenden Jahr wurde Ben Bella auf dem 1. Parteitag der FLN im April erneut zum Generalsekretär gewählt. Die letzten Einheiten der französischen Besatzer verließen das Land.
Doch diese Aufbauphase war nicht von langer Dauer. Ein „nationaler Revolutionsrat“ unter der Leitung von Houari Boumedienne stürzte durch einen Militärputsch am 19. Juni 1965 die gewählte Regierung. Ben Bella wurde verhaftet, in ein geheimes Gefängnis gebracht und es kam zu einer Neubildung der Regierung. Bis 1982 lebte er dann unter Hausarrest und konnte erst nach dessen Aufhebung ins Exil in die Schweiz gehen. Im Jahre 1990 durfte er nach Algerien zurückkehren. Hier bemühte er sich darum, die demokratische Bewegung Algeriens wieder ins Leben zu rufen. Doch nach dem Abhalten demokratischer Wahlen wurde das Land erneut durch Militärführer in einen Bürgerkrieg gestürzt. Die Wahlen wurden annulliert und die Partei Islamische Heilsfront (FIS), Gewinner der Wahlen, wurde verboten. Mitte der 1990er Jahre nahm er dann vom Ausland aus in Rom wieder Gespräche mit anderen algerischen Oppositionsführern auf, um den Bürgerkrieg im Land zu beenden. Insgesamt blieb Ben Bella in diesen Jahren ein Kritiker des bestehenden Systems in Algerien.
Ben Bella war viele Jahre gewählter Präsident der International Campaign Against Aggression on Iraq. Im Widerspruch zu seinem im Land praktizierten Ein-Parteien-System setzte er sich in seinen letzten Jahren für Demokratie in Algerien ein. Bis zuletzt war er  Vorsitzender eines Weisenrates der Afrikanischen Union (AU), der den Zweck verfolgt, bewaffnete Konflikte zu vermeiden oder aber, wenn sie ausgebrochen waren, zu lösen.
Am 11. April 2012 starb Ben Bella in Algier nach einem Krankenhausaufenthalt im Alter von 95 Jahren. Er war zwischen dem 12. und 13. April aufgebahrt und wurde am 13. April bestattet auf dem Carré des Martyrs auf dem Al-Alia-Friedhof in Algier. Eine achttägige Staatstrauer wurde angeordnet. Zu seinem Begräbnis waren die Premierminister von Mauretanien und Marokko sowie die Präsidenten von Saharaui und Tunesien anwesend.

## Ehrungen
- 1940, Croix de guerre für Angehörige der Französischen Streitkräfte,[2]
- 1945, Médaille militaire,[2]
- 30. April 1964, Orden Held der Sowjetunion.

## Familie
Ben Bella war seit 1971 mit der Journalistin Zohra Sellami verheiratet. Das Paar adoptierte zwei Töchter, Mehdia und Nouria.